# 나다구
나다구(일본어: 灘区)는 일본 효고현 고베시의 동부에 있는 구이다.
히가시나다구, 니시노미야시와 함께 서향의 술 창고가 유명하며 사와노쓰루 등의 본사도 나다구에 있다. 나다구 임해부에는 고베 제강소 등의 공장이 있는 등 한신 공업지대의 일부를 이룬다. 국도 43호선 이북은 한신선, JR선, 한큐선이 병행해 달린다. 또 나다구의 산쪽에는 간사이 유수의 고급 주택가가 있으며, 시노하라 지구와 아오타니 지구는 인기가 높은 지역이다.

## 지리
고베시 동부에 위치하고 북쪽으로 마야산, 롯코산이 있고 남쪽은 오사카만과 접한다. 동쪽은 이시야강이 흐른다. 롯코 산계의 북쪽 산기슭은 가코강 수계에 포함된다.

### 인접한 자치체
- 고베시 주오구, 기타구, 히가시나다구

## 역사
1931년 9월 1일에 나다구가 성립하였다.

## 교육
- 고베 대학

## 교통

### 철도
- 서일본 여객철도
  - 산요 신칸센
  - 도카이도 본선(JR 고베선)

- 한큐 전철
  - 고베 본선

- 한신 전기 철도
  - 본선

- 롯코 마야 철도
  - 롯코 케이블선

- 고베시 도시정비공사
  - 롯코 아리마 로프웨이
  - 마야 케이블카
  - 마야 로프웨이

### 도로
- 한신 고속도로
- 국도 제2호선
- 국도 제43호선
- 국도 제171호선 (일본)(일본어판)